# Crawfurdia pasquieri
Crawfurdia pasquieri är en gentianaväxtart som beskrevs av Elmer Drew Merrill. Crawfurdia pasquieri ingår i släktet Crawfurdia och familjen gentianaväxter. Inga underarter finns listade i Catalogue of Life.